# Весна Дедић
Весна Дедић (Осијек, 25. децембар 1967) српска је новинарка, књижевница и телевизијска водитељка. Ауторка је и водитељка емисије Балканском улицом коју емитује Блиц ТВ. Такође је уредница и водитељка емисије Даме са херцом која се емитује на истој телевизији.

## Биографија
Весна је рођена у Осијеку 25. децембра 1967. године. Завршила је гимназију у Подгорици а дипломирала општу књижевност и теорију књижевности на Филолошком факултету у Београду.
Весна је први посао добила са тринаест година у Радио Титограду, где је водила дечју емисију „Сунцокрили”. Један од новинара који су је „обучавали” био је и Будислав Краљ. Потом је радила у дневном листу „Побједа”, а затим, у неколико радио-станица, између осталих и у Студију Б, Телевизији Политика и РТС-у.
Године 1991. је на телевизији Београд радила као уредник и водитељ Јутарњег програма који је водила суботом са Банетом Вукашиновићем.
Ауторка и водитељка је емисије Балканском улицом, која се емитовала од 2000. до априла 2020. године на РТС 1, од јуна 2020. до јуна 2022. на телевизији Нова, а од септембра 2022. године на Блиц ТВ. Од септембра 2024. године уредница је и водитељка емисије Даме са херцом заједно са Тамаром Раонић, а која се емитује на Блиц ТВ. До децембра 2024. године водитељка емисије је била и инфлуенсерка Наташа Ковачевић Њезванова, а правне погледе на тему емисије је давала адвокатица Зора Добричанин Никодиновић.
Била је удата за доктора Срђана Милојевића од кога се развела после десет година брака. Живи са ћерком Ленком Милојевић која је рођена 11. јануара 2001.
Изјашњава се као Црногорка по пореклу и етничкој припадности: "Црногорка сам по генима".

## Романи
- Заувек у срцу (2010)
- Сунце мени, сунце теби (2011)
- Ти си мени све (2012)
- Пола душе (2013)
- Загрли ме (2014)[8]
- Kao лето (2015, допуњено издање)
- Чувај ме (2015)
- Hичија (2016)
- Сети се наше љубави (2017)
- Не гледај преко рамена (2018)
- Никада нисам (2019)
- Не дам те (2020)
- Ниси као он (2021)
- Изгубила сам себе (2021)
- Немој никад да се вратиш (2022)
- Само је тебе вредело срести (2023)
- Боли песме крај (2024)